# Manfred Karnetzki

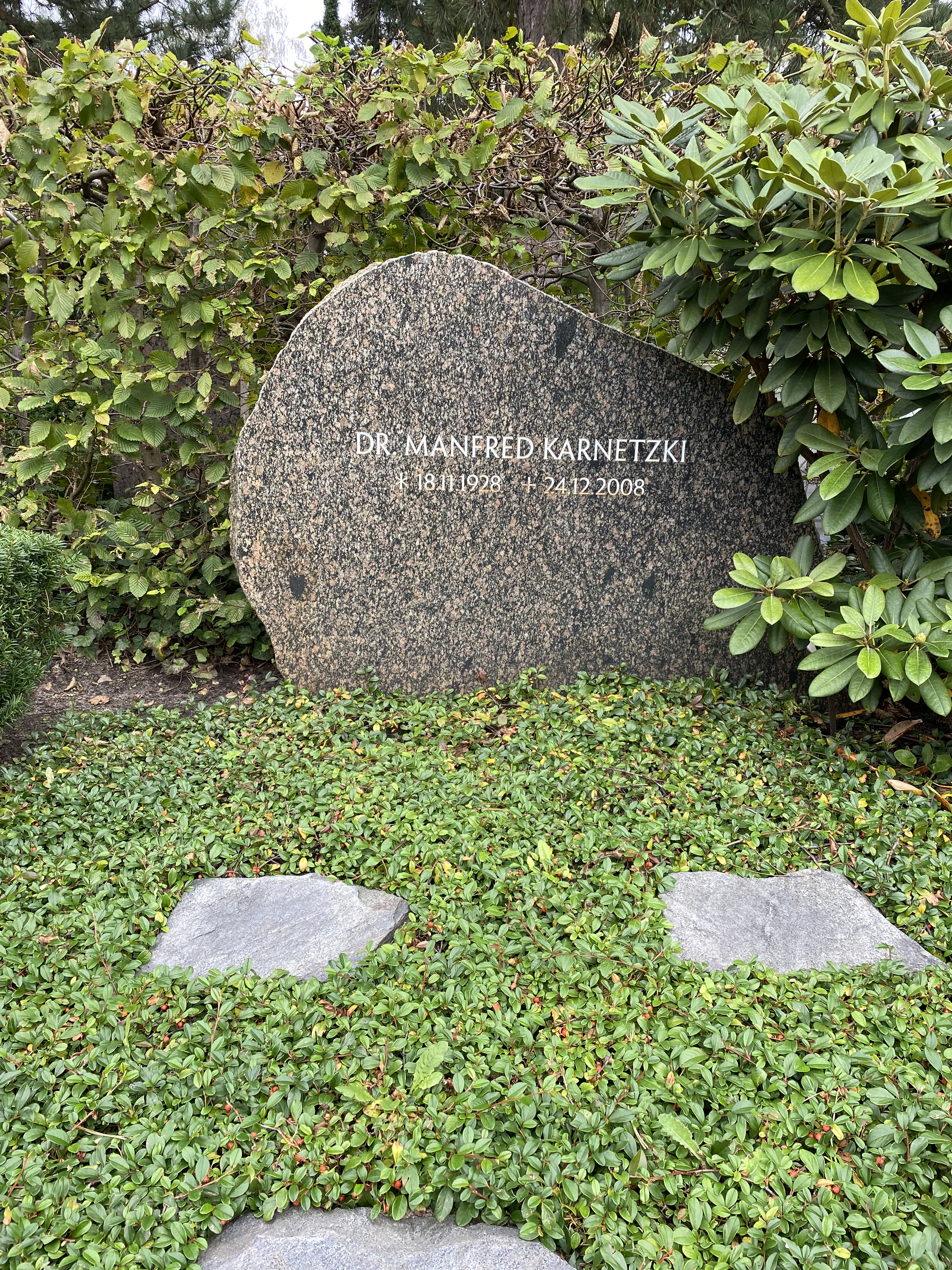
Grabstätte Manfred Karnetzki

Manfred Karnetzki (* 28. November 1928 in Berlin; † 24. Dezember 2008 ebenda) war ein deutscher evangelischer Pfarrer.

## Leben
Karnetzki begann seine pastorale Tätigkeit im Hilfsdienst der Berliner Kirche und setzte diese im Flüchtlingslager Berlin-Düppel sowie in der Evangelischen Akademie in West-Berlin fort. 1960 wurde er Pfarrer der Kirchengemeinde Schlachtensee und  ab 1975 wurde er zusätzlich Superintendent des Kirchenkreises Zehlendorf.
Manfred Karnetzki war Mitglied der Christlichen Friedenskonferenz und nahm als Delegierter an der V. Allchristlichen Friedensversammlung im Juni 1978 in Prag teil.
Mit der Initiative „Kirche in der Gesellschaft“, die er Ende der 1960er Jahre gründete, engagierte er sich zunehmend in der evangelischen Erwachsenenbildung. Von 1986 bis 1993 war er Direktor des Evangelischen Bildungswerks in Berlin, zu der damals auch die Evangelische Akademie gehörte. Schwerpunkte seiner Tätigkeit waren hier die Auseinandersetzung und Aufarbeitung der NS-Geschichte.
Karnetzki war langjähriges und aktives Mitglied bei der Aktion Sühnezeichen/Friedensdienste (ASF). Als deren Vorsitzender von 1993 bis 2001 engagierte er sich für das Zusammenwachsen der unterschiedlichen Organisationen in Ost-Deutschland mit der Alt-Organisation.
2006 erhielt er das Bundesverdienstkreuz. Seine letzte Predigt in der Kirche St. Peter und Paul auf Nikolskoe hielt er am 27. Januar 2008 in Erinnerung an den Jahrestag der Befreiung des KZ Auschwitz.
Manfred Karnetzki wurde auf dem Friedhof Zehlendorf beigesetzt. Die Grabstätte befindet sich im Feld 011-39. 

## Schriften (Auswahl)
- Die alttestamentlichen Zitate in der synoptischen Tradition. 1955
- Ein Ruf nach vorwärts. Eine Auslegung der Theologischen Erklärung von Barmen 30 Jahre darnach. 1964
- Und niemandem untertan. 1985
- Schutz für De-facto-Flüchtlinge. 1988
- Das Vaterunser: Anregungen zum Umgang mit dem Gebet Jesu.  1989
- Grenzen der Versöhnung: Handreichung zur Friedensdekade. 1995
- Schmerz : eine theologische Meditation. 1996